# Église Notre-Dame de Bouillac
L'église de Bouillac de Bouillac est une église située à Bouillac dans le département français de Tarn-et-Garonne.

## Histoire
Elle a été détruite au XVIe siècle pendant les guerres de religion, et rebâtie à partir de 1632 . Elle a été bénie en 1647.
Elle possède un clocher-mur du XVIIe siècle. 
Elle est inscrite comme monument historique depuis 1934, son clocher-mur est classé depuis 1951.
Plusieurs objets sont référencés dans la base Palissy.

## Trésor de l'abbaye de Grandselve
L'église a recueilli le trésor provenant de l'abbaye de Grandselve qui a été détruite à la fin du XVIIIe siècle. Ce trésor avait été constitué peu après la construction de l'abbatiale, entre 1249 et 1253. Il s'agit de sept reliquaires de vermeil du XIIIe siècle. Dans l'inventaire dressé en 1695 par le prieur Jean-Philippe Loume, en plus des sept reliquaires présentés dans l'église de Bouillac, il y avait sept calices, un grand ciboire en argent, deux croix processionnelles, une en argent, l'autre en vermeil, une statue de la Vierge à l'Enfant en argent et de nombreux vases sacrés. Cet inventaire cite aussi d'autres reliquaires comme celui du chef de Robert de Molesmes, premier abbé de Cîteaux, disparu.
Pendant les guerres de religion, le trésor a été mis en sécurité dans le collège Saint-Bernard de Toulouse et est revenu à l'abbaye en 1662. 
Pendant la Révolution, les cinq châsses-reliquaires mises sous scellés en 1790 ont été transportées à Bouillac et cachées par un habitant pour éviter qu'elles soient détruites. Elles ont été données à l'église de Bouillac en 1802. 
Deux autres reliquaires ont été conservés par des moines de l'abbaye qui l'ont confié au sous-prieur de l'abbaye de Belleperche qui avait cherché refuge chez sa sœur, à Ardus. Ces reliquaires ont été conservés d'abord par la famille à la mort du sous-prieur, en 1801, puis donnés à l'église d'Ardus en 1825.
Mgr Doney, évêque de Montauban, a dressé un procès-verbal de l'opération d'authentification des reliques qu'il a présidée le 19 mai 1865, repris dans une note en 1867. Il a dénombré 193 reliques appartenant à l'abbaye de Grandselve, dont des reliques d'apôtres, de saint Thomas Becket, de saint Edmond. L'ensemble des relquaires a été restauré en 1956.
Cinq des sept reliquaires conservés appartiennent à la commune de Bouillac :
- châsse de Sainte-Libérate,
- châsse de la Crucifixion,
- châsse de Notre-Dame,
- châsse du Christ législateur,
- reliquaire dit de la Sant-Épine.

Deux autres reliquaires déposés en 1968 dans l'église de Bouillac appartiennent à la commune de Lamothe-Capdeville où se trouvait l'église d'Ardus :
- reliquaire de la Vraie Croix,
- reliquaire discoïdal.